# Сезар (кінопремія, 1983)

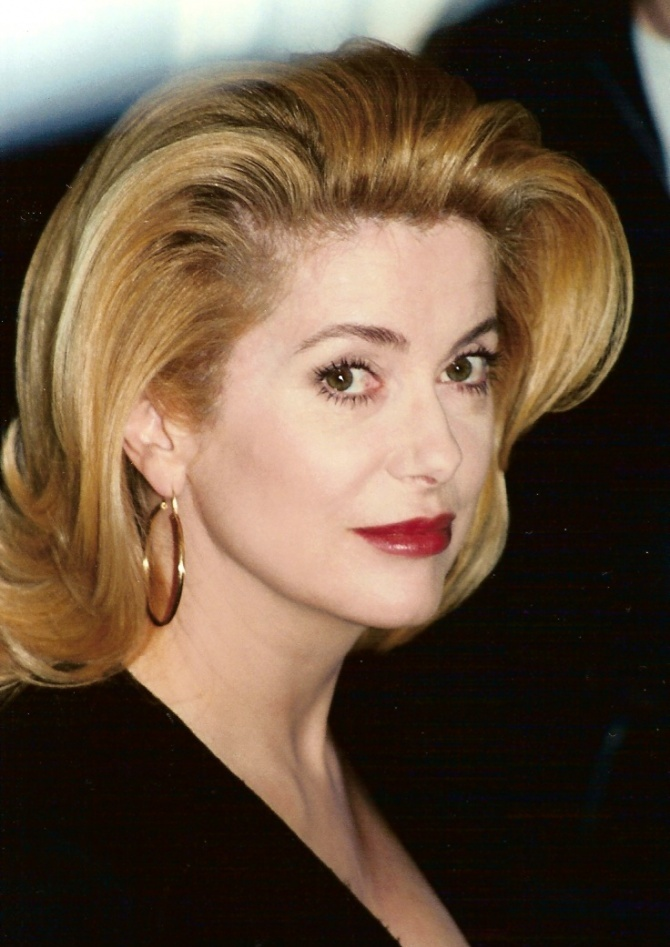
Президент 8-ї церемонії «Сезар» Катрін Деньов

8-ма церемонія вручення нагород премії «Сезар» Академії мистецтв та технологій кінематографа за заслуги у царині французького кінематографу за 1982 рік відбулася 26 лютого 1983 року в кінозалі Ґран-Рекс (Париж, Франція). 
Церемонія проходила під головуванням Катрін Деньов, розпорядником та ведучим виступив Жан-Клод Бріалі. Найкращим фільмом визнано стрічку Інформатор режисера Боба Свема.
З цього року вручаються нагороди молодим перспективним акторам та акторкам.

## Статистика
Фільми, що отримали декілька номінацій:
| Фільм                       | Номінації | Перемоги |
| --------------------------- | --------- | -------- |
| • Кімната в місті           | 9         | -        |
| • Інформатор                | 7         | 3        |
| • Дантон                    | 5         | 1        |
| • Знедолені                 | 5         | 1        |
| • Північна зірка            | 5         | 2        |
| • Перехожа із Сан-Сусі      | 4         | 1        |
| • Повернення Мартіна Ґерра  | 4         | 3        |
| • Бум 2                     | 3         | 1        |
| • Пристрасть                | 3         | -        |
| • Стрільби                  | 3         | -        |
| • Що змусило тікати Давида? | 3         | 1        |
| • Буремні сорокові          | 2         | -        |
| • Жозефа                    | 2         |          |

## Список лауреатів та номінантів
• Переможців виділено окремим кольором.

### Основні категорії
| Категорії                                       | Лауреати та номінанти                                                                                               | Лауреати та номінанти                                                                                  |
| ----------------------------------------------- | --- | --- |
| Найкращий фільм                                 | • Інформатор / La Balance (реж.: Боб Свем)                                                                          | • Інформатор / La Balance (реж.: Боб Свем)                                                             |
| Найкращий фільм                                 | • Дантон / Danton (реж.: Анджей Вайда)                                                                              | |
| Найкращий фільм                                 | • Пристрасть / Passion (реж.: Жан-Люк Годар)                                                                        | |
| Найкращий фільм                                 | • Кімната в місті (реж.: Жак Демі)                                                                                  | |
| Найкраща режисерська робота                     | | • Анджей Вайда за фільм «Дантон»                                                                       |
| Найкраща режисерська робота                     | • Боб Свем (Bob Swaim) — «Інформатор»                                                                               | |
| Найкраща режисерська робота                     | • Жан-Люк Годар — «Пристрасть»                                                                                      | |
| Найкраща режисерська робота                     | • Жак Демі — «Кімната в місті»                                                                                      | |
| Найкращий актор                                 | | • Філіпп Леотар — «Інформатор» (за роль Деде Лаффона)                                                  |
| Найкращий актор                                 | • Жерар Депардьє — «Дантон» (за роль Дантона)                                                                       | |
| Найкращий актор                                 | • Жерар Ланвен — «Стрільби» (Tir groupé) (за роль Антуана Беранже)                                                  | |
| Найкращий актор                                 | • Ліно Вентура — «Знедолені» (за роль Жана Вальжана)                                                                | |
| Найкраща акторка                                | | • Наталі Бай — «Інформатор» (за роль Ніколь Дане)                                                      |
| Найкраща акторка                                | • Міу-Міу — «Жозефа» (Josepha) (за роль Жозефи Мане)                                                                | |
| Найкраща акторка                                | • Ромі Шнайдер (посмертно) — «Перехожа із Сан-Сусі» (за роль Ельзи Вінер / Ліни Баумштейн)                          | |
| Найкраща акторка                                | • Симона Синьйоре — «Північна зірка» (L'Étoile du Nord (film, 1982)) (за роль мадам Луїзи Барон)                    | |
| Найкращий актор другого плану                   | | • Жан Карме — «Знедолені» (за роль Тенардьє)                                                           |
| Найкращий актор другого плану                   | • Мішель Жоназ — «Що змусило тікати Давида?» (Qu'est-ce qui fait courir David ?) (за роль Сімона)                   | |
| Найкращий актор другого плану                   | • Жерар Клейн (Gérard Klein (acteur)) — «Перехожа із Сан-Сусі» (за роль Моріса)                                     | |
| Найкращий актор другого плану                   | • Жан-Франсуа Стевенен (Jean-François Stévenin) — «Кімната в місті» (за роль Дамб'єля)                              | |
| Найкраща акторка другого плану                  | | • Фанні Коттансон — «Північна зірка» (за роль Сільві Барон)                                            |
| Найкраща акторка другого плану                  | • Стефан Одран — «Рай для усіх» (за роль Едіт)                                                                      | |
| Найкраща акторка другого плану                  | • Даніель Дар'є — «Кімната в місті» (за роль Марго Ланглуа)                                                         | |
| Найкраща акторка другого плану                  | • Деніз Грей — «Бум 2» (за роль Пупетт)                                                                             | |
| Найперспективніший актор                        | | • Кристоф Малавуа — «Сімейний рок» (Family Rock)                                                       |
| Найперспективніший актор                        | • Жан-Поль Комар (Jean-Paul Comart) — «Інформатор» (за роль бельгійця)                                              | |
| Найперспективніший актор                        | • Чекі Каріо — «Інформатор» (за роль Пе́тровіча)                                                                     | |
| Найперспективніший актор                        | • Домінік Пінон — «Повернення Мартіна Ґерра» (Le Retour de Martin Guerre)                                           | |
| Найперспективніша акторка                       | | • Софі Марсо — «Бум 2»                                                                                 |
| Найперспективніша акторка                       | • Суад Аміду (Souad Amidou) — «Старший брат» (Le Grand Frère (film))                                                | |
| Найперспективніша акторка                       | • Фаб'єн Ґуйон (Fabienne Guyon) — «Кімната в місті»                                                                 | |
| Найперспективніша акторка                       | • Жулі Жезекель (Julie Jézéquel) — «Північна зірка»                                                                 | |
| Найкращий сценарій                              | | • Жан-Клод Карр'єр та Даніель Вінь (Daniel Vigne) — «Повернення Мартіна Ґерра»                         |
| Найкращий сценарій                              | • Матьє Фабіані та Боб Свем — «Інформатор»                                                                          | |
| Найкращий сценарій                              | • Ерік Ромер — «Вигідна партія» (Le Beau Mariage)                                                                   | |
| Найкращий сценарій                              | • Елі Шуракі (Élie Chouraqui) — «Що змусило тікати Давида?»                                                         | |
| Найкращий адаптований сценарій                  | • Жан Оранш, П'єр Граньє-Дефер та Мішель Грізолія (Michel Grisolia) — «Північна зірка»                              | • Жан Оранш, П'єр Граньє-Дефер та Мішель Грізолія (Michel Grisolia) — «Північна зірка»                 |
| Найкращий адаптований сценарій                  | • Жан-Клод Карр'єр — «Дантон»                                                                                       | |
| Найкращий адаптований сценарій                  | • Паскаль Жарден (Pascal Jardin) та Даніель Шмід — «Геката» (Hécate, maîtresse de la nuit)                          | |
| Найкращий адаптований сценарій                  | • Ален Деко (Alain Decaux) та Робер Оссейн — «Знедолені»                                                            | |
| Найкраща музика до фільму                       | | • Мішель Порталь (Michel Portal) — «Повернення Мартіна Ґерра»                                          |
| Найкраща музика до фільму                       | • Владімі́р Косма́ та Френсіс Лей — «Бум 2»                                                                           | |
| Найкраща музика до фільму                       | • Жорж Делерю — «Перехожа із Сан-Сусі»                                                                              | |
| Найкраща музика до фільму                       | • Мішель Коломб'є (Michel Colombier) — «Кімната в місті»                                                            | |
| Найкращий монтаж                                | • Ноель Буассон (Noëlle Boisson) — «Що змусило тікати Давида?»                                                      | • Ноель Буассон (Noëlle Boisson) — «Що змусило тікати Давида?»                                         |
| Найкращий монтаж                                | • Жан Равель (Jean Ravel) — «Північна зірка»                                                                        | |
| Найкращий монтаж                                | • Франсуаз Жаве — «Інформатор»                                                                                      | |
| Найкращий монтаж                                | • Анрі Ланое (Henri Lanoë) — «Буремні сорокові» (Les Quarantièmes rugissants)                                       | |
| Найкращий монтаж                                | • Арман Псенні — «Стрільби»                                                                                         | |
| Найкраща операторська робота                    | • Анрі Алекан — «Форель» (La Truite (film))                                                                         | • Анрі Алекан — «Форель» (La Truite (film))                                                            |
| Найкраща операторська робота                    | • Едмон Рішар — «Знедолені»                                                                                         | |
| Найкраща операторська робота                    | • Рауль Кутар — «Пристрасть»                                                                                        | |
| Найкраща операторська робота                    | • Жан Пензер — «Кімната в місті»                                                                                    | |
| Найкращі декорації                              | • Ален Негре — «Повернення Мартіна Ґерра»                                                                           | • Ален Негре — «Повернення Мартіна Ґерра»                                                              |
| Найкращі декорації                              | • Александр Тронер — «Форель»                                                                                       | |
| Найкращі декорації                              | • Франсуа де Ламот (François de Lamothe (décorateur)) — «Знедолені»                                                 | |
| Найкращі декорації                              | • Бернар Евейн (Bernard Evein) — «Кімната в місті»                                                                  | |
| Найкращий звук                                  | • Вільям Роберт Сівел (William-Robert Sivel) та Клод Вілланд (Claude Villand) — «Перехожа із Сан-Сусі»              | • Вільям Роберт Сівел (William-Robert Sivel) та Клод Вілланд (Claude Villand) — «Перехожа із Сан-Сусі» |
| Найкращий звук                                  | • Жан-П'єр Ру (Jean-Pierre Ruh) — «Дантон»                                                                          | |
| Найкращий звук                                  | • П'єр Ґаме (Pierre Gamet) та Жак Момон — «Буремні сорокові»                                                        | |
| Найкращий звук                                  | • Андре Ерве (André Hervée) — «Кімната в місті»                                                                     | |
| Найкращий дебютний фільм                        | • «Померти у 30 років» (Mourir à trente ans) — реж.: Ромейн Гупіл (Romain Goupil)                                   | • «Померти у 30 років» (Mourir à trente ans) — реж.: Ромейн Гупіл (Romain Goupil)                      |
| Найкращий дебютний фільм                        | • «Жозефа» — реж.: Кристофер Франк (Christopher Frank)                                                              | |
| Найкращий дебютний фільм                        | • «Любовні листи із Сомалі» (Lettres d'amour en Somalie) — реж.: Фредерік Міттеран                                  | |
| Найкращий дебютний фільм                        | • «Стрільби» — реж.: Жан-Клод Міссьєн (Jean-Claude Missiaen)                                                        | |
| Найкращий короткометражний документальний фільм | • Junkopia (реж.: Кріс Маркер)                                                                                      | • Junkopia (реж.: Кріс Маркер)                                                                         |
| Найкращий короткометражний документальний фільм | • Ангел безодні / L'ange de l'abîme (реж.: Анні Треґот)                                                             | |
| Найкращий короткометражний документальний фільм | • Гори / Los montes (реж.: Хосе Марія Мартін Сармієнто)                                                             | |
| Найкращий короткометражний документальний фільм | • Звукові скульптури / Sculptures sonores (реж.: Жак Барсак)                                                        | |
| Найкращий короткометражний ігровий фільм        | • Блеф / Bluff (реж.: Філіпп Бенсуссан)                                                                             | • Блеф / Bluff (реж.: Філіпп Бенсуссан)                                                                |
| Найкращий короткометражний ігровий фільм        | • Тікай, циган / Canta Gitano (реж.: Тоні Ґатліф)                                                                   | |
| Найкращий короткометражний ігровий фільм        | • Захоплення / La saisie (реж.: Ів Ноель-Франсуа)                                                                   | |
| Найкращий короткометражний ігровий фільм        | • Мерлін, або золотий курс / Merlin ou le cours de l'or (реж.: Артюр Жоффе)                                         | |
| Найкращий короткометражний анімаційний фільм    | • Легенда про бідного горбаня / La Légende du pauvre bossu (реж.: Мішель Осело)                                     | • Легенда про бідного горбаня / La Légende du pauvre bossu (реж.: Мішель Осело)                        |
| Найкращий короткометражний анімаційний фільм    | • Хроніка 1909 / Chronique 1909 (реж.: Гаетан Бріззі, Поль Бріззі)                                                  | |
| Найкращий короткометражний анімаційний фільм    | • Без попередження / Sans préavis (реж.: Мішель Ґотьє)                                                              | |
| Найкращий фільм іноземною мовою                 | Велика Британія • Віктор/Вікторія / Victor Victoria (Велика Британія, реж.: Блейк Едвардс)                          | Велика Британія • Віктор/Вікторія / Victor Victoria (Велика Британія, реж.: Блейк Едвардс)             |
| Найкращий фільм іноземною мовою                 | США • Іншопланетянин / E.T. the Extra-Terrestrial (США, реж.: Стівен Спілберг)                                      | |
| Найкращий фільм іноземною мовою                 | Велика Британія • Жінка французького лейтенанта / The French Lieutenant's Woman (Велика Британія, реж.: Карел Рейш) | |
| Найкращий фільм іноземною мовою                 | Туреччина • Дорога / Yol (Туреччина, реж.: Шеріф Герен та Їлмаз Ґюней)                                              | |

### Спеціальні нагороди
| Нагорода         | Лауреати           | Лауреати |
| ---------------- | ------------------ | -------- |
| Почесний «Сезар» | • Ремю (посмертно) |          |